# Аубакиров, Амантай Акрамович
Амантай Акрамович Аубакиров (род. 27 февраля 1963, Алма-Ата) — казахстанский военный деятель, генерал-майор полиции (2010). Первый заместитель председателя Комитета административной полиции МВД РК.

## Биография
Амантай Акрамович Аубакиров Родился 27 февраля 1963 года в г. Алма-Ата.
В 1984 году окончил Карагандинскую высшую школу Министерства внутренних дел СССР по специальности юрист-правовед.

## Трудовая деятельность
Трудовую деятельность начал в 1980 году слушателем Карагандинской высшей школы МВД СССР.
С 1984 по 1991 годы — Оперуполномоченный, старший оперуполномоченный, старший оперуполномоченный по особо важным делам Управления уголовного розыска Управления внутренних дел Алма-Атинского горисполкома.
С 1991 по 1995 годы — Начальник отделения, заместитель начальника отдела, начальник отдела криминальной милиции Алатауского Районного управления внутренних дел г. Алматы.
С января по декабрь 1995 года — Первый заместитель начальника Алатауского Районного управления внутренних дел города Алматы.
С декабря 1995 по 1997 год — Начальник Управления ГСК по Медеускому району Главного управления ГСК г. Алматы.
С 1997 по 2000 годы — Начальник Бостандыкского Районного управления внутренних дел города Алматы.
С 2000 по 2001 годы — Начальник Медеуского Районного управления внутренних дел города Алматы.
С 2001 по 2003 годы — Заместитель начальника Управления криминальной полиции Главного управления внутренних дел города Алматы.
С 2003 по 2007 годы — Начальник Управления криминальной полиции Департамента внутренних дел города Алматы.
С 2007 по 2009 годы — Первый заместитель начальника Департамента внутренних дел города Алматы.
С сентября 2009 по июль 2011 года — Заместитель Министра внутренних дел Республики Казахстан.
С 2011 по 2017 годы — Начальник Департамента внутренних дел города Астаны.
С декабря 2017 по 3 ноября 2019 года — Начальник Департамента внутренних дел Павлодарской области.
С 4 ноября 2019 года по настоящее время — Первый заместитель председателя Комитета административной полиции МВД РК.

## Награды и звания
- Орден «Данк» 1 степени
- Орден «Данк» 2 степени
- Орден Айбын 2 степени
- Медаль «Ерлігі үшін» (За мужество)
- Мастер спорта Республики Казахстан "по стрельбе из боевого оружия"
- Заслуженный работник МВД Республики Казахстан
- Ведомственные награды Министерства внутренних дел Республики Казахстан, стран СНГ и СССР.

## Семья
- Женат, трое детей, семь внуков.